# Gonfreville-l'Orcher
Gonfreville-l'Orcher is een gemeente in het Franse departement Seine-Maritime (regio Normandië) en telt 9938 inwoners (1999). De plaats maakt deel uit van het arrondissement Le Havre.

## Geografie
De oppervlakte van Gonfreville-l'Orcher bedraagt 25,8 km², de bevolkingsdichtheid is 385,2 inwoners per km².
De onderstaande kaart toont de ligging van Gonfreville-l'Orcher met de belangrijkste infrastructuur en aangrenzende gemeenten.

## Demografie
Onderstaande figuur toont het verloop van het inwonertal (bron: INSEE-tellingen).